# Love Letter (Gackt-dal)
A Love Letter Gackt japán énekes kislemeze, mely 2006. március 1-jén jelent meg a Nippon Crown kiadónál. Kilencedik helyezett volt az Oricon heti slágerlistáján és hét hétig szerepelt rajta.  A kislemez mindkét dala a Mobile Suit Zeta Gundam franchise-hoz tartozó Love is the Pulse of the Stars (星の鼓動は愛; Hosi no kodó va ai; Hepburn: Hoshi no kodō wa ai) című film nyitó- illetve záródala volt. A Japán Hanglemezgyártók Szövetsége aranylemezzé nyilvánította.

## Számlista
| #  | Cím                    | Hossz |
| -- | ---------------------- | ----- |
| 1. | Love Letter            | 5:01  |
| 2. | Dybbuk (remix version) | 3:33  |